# Fysiskt, mentalt och socialt välbefinnande
Hälsobegreppet FMS, utgår från FN-organet WHO:s definition av hälsa: ”Hälsa är ett tillstånd av fullständigt fysiskt, psykiskt och socialt välbefinnande snarare än avsaknad av sjukdomar eller funktionshinder.” På svenska står begreppet FMS för fysiskt, mentalt och socialt välbefinnande och kan förkortas FMS. Det finns idag i Sverige en metodik grundad på WHO:s definition av hälsa som avser att främja den fysiska, mentala och sociala utvecklingen hos svenska skolelever samt anställda inom skola och kommun. Denna metod marknadsförs under namnet Svenska Institutet FMS.